# Brachycaudus atuberculatus
Brachycaudus atuberculatus är en insektsart. Brachycaudus atuberculatus ingår i släktet Brachycaudus och familjen långrörsbladlöss. Inga underarter finns listade i Catalogue of Life.